# Домброва-Русецька
Домброва-Русецька (пол. Dąbrowa Rusiecka) — село в Польщі, у гміні Русець Белхатовського повіту Лодзинського воєводства.
Населення — 535 осіб (2011).
У 1975-1998 роках село належало до Серадзького воєводства.

## Демографія
Демографічна структура станом на 31 березня 2011 року:
|          | Загалом | Допрацездатний вік | Працездатний вік | Постпрацездатний вік |
| -------- | ------- | ------------------ | ---------------- | -------------------- |
| Чоловіки | 274     | 70                 | 174              | 30                   |
| Жінки    | 261     | 57                 | 135              | 69                   |
| Разом    | 535     | 127                | 309              | 99                   |